# Giuliano Bernardelle
Giuliano Bernardelle (Vicenza, 1º ottobre 1937 – 7 agosto 2023) è stato un ciclista su strada italiano, professionista dal 1959 al 1964.

## Carriera
Fra i suoi piazzamenti, il terzo posto al Campionati italiani e nella Coppa Bernocchi nel 1961 e il quinto posto alla Milano-Mantova nel 1962. Si ritirò nel 1964 a causa dei postumi di una grave caduta in gara.
Anche suo figlio Davide corse nelle categorie giovanili e dilettantistiche.

## Palmarès
- 1954 (dilettanti)

Coppa X Giugno
Coppa Paderni a Bertesina
Coppa Don Bosco a San Pietro a Vicenza
Coppa Biscotti-Bovolone
- 1955 (dilettanti)

Col San Martino
- 1957 (dilettanti)

Trofeo Piva
Trofeo Banca Popolare di Vicenza
- 1959

1ª tappa Giro di Sicilia

### Altri successi
- 1958 (dilettanti)

Trofeo Ognisport del Veneto

## Piazzamenti

### Grandi Giri
- Giro d'Italia

1959: 82º
- Vuelta a España

1959: ?

### Classiche monumento
- Milano-Sanremo

1961: 100º
- Giro di Lombardia

1960: 87º